# Mien Schopman-Klaver
Wilhelmina Hendrika (Mien) Schopman-Klaver (Amsterdam, 26 februari 1911 – Leiden, 10 juli 2018) was een Nederlandse atlete die in 1932 werd geselecteerd voor de Olympische Spelen van Los Angeles als reservesprintster voor de 4 × 100 m estafette.

## Loopbaan
Schopman-Klaver begon als turnster, maar vond van kinds af aan hardlopen leuk. Dus toen ze op een goede dag in een krant las, dat er in Amsterdam dames werden gezocht om gezamenlijk een damesatletiekclub op te richten, meldde zij zich direct aan bij de initiatiefneemster. Het leidde uiteindelijk tot de oprichting in 1930 van de Amsterdamse atletiekvereniging ADA, waarvan Schopman-Klaver dus een van de oprichtsters is.
Zelf startte zij al in 1927 met de sprinttraining. Haar persoonlijk record op de 100 m van 12,7 s liep zij in 1931. Tot haar eigen verbazing werd ze in 1932 gevraagd om mee te lopen op de 4 × 100 m estafette tijdens de Olympische Spelen, al werd ze daarbij wel geselecteerd als reserve. Omdat de oorspronkelijke ploeg met Jo Dalmolen, Cor Aalten, Bep du Mée en Tollien Schuurman intact bleef, is Schopman-Klaver in Los Angeles niet in actie gekomen.
Vanwege de economische crisis moest Schopman-Klaver haar atletiekcarrière een jaar later stopzetten.
In 2016 kwam ze vanwege haar 105e verjaardag in de publiciteit. In een interview werd haar gevraagd de stijl van drie grote Nederlandse sprintsters (Tollien Schuurman, Fanny Blankers-Koen en Dafne Schippers) met elkaar te vergelijken.
De oud-atlete woonde de laatste jaren van haar leven in Leiden. Op 30 juli 2016 werd ze in een interview met de Volkskrant de oudste Olympiër ter wereld genoemd.

## Persoonlijke records
Outdoor
| Onderdeel    | Prestatie | Datum            | Plaats    |
| ------------ | --------- | ---------------- | --------- |
| 100 m        | 12,7 s    | 23 augustus 1931 | Amsterdam |
| verspringen  | 5,02 m    |                  |           |
| hoogspringen | 1,45 m    |                  |           |